# Siglec-3
Siglec-3 (von engl. sialic acid–binding immunoglobulin-like lectin, synonym CD33) ist ein Oberflächenprotein.

## Eigenschaften
Siglec-3 ist ein Zelladhäsionsmolekül und Lektin aus der Immunglobulin-Superfamilie in myeloiden Zellen und bindet bevorzugt alpha-2,6-verbundene Sialinsäure. Im Zuge der Immunantwort dient Siglec-3 als hemmender Rezeptor durch intrazelluläre Rekrutierung von Proteinphosphatasen via SH2-Domäne. Siglec-3 besitzt ein zelluläres ITIM-Motiv. Es ist glykosyliert und phosphoryliert. Gemtuzumab (IgG4-κ-Antikörper hP67.6) und Vadastuximab binden an Siglec-3.